# محمد صبري أبو علم
محمد صبري أبو علم باشا (31 مارس 1893 - 13 أبريل 1947) هو سياسي ومحامي مصري.

## حياته
ولد محمد صبري أبو علم في 21 مارس 1893، بمدينة منوف محافظة المنوفية، وكان والده محمد خليل أبو علم من كبار التجار. حصل على الابتدائية من مدرسة “المساعي المشكورة” في منوف، ثم نزح إلى القاهرة ليستكمل تعليمه الثانوي والعالي، وحصل على شهادة الحقوق في عام 1917، لتفتح له المجال للعمل العام.
كما كان محاميا ناجحا قاد حزب الوفد في أحلك الفترات والظروف السياسية.
درس في مدرسة الحقوق في القاهرة، مصر، واتصل بالحركة الوطنية المصرية. اعتقل أكثر من مرة عندما كان طالبا. عمل بالمحاماة واشترك في ثورة 1919.

## مسيرته

### حزب الوفد
رأس وزارة العدل من عام 1942 حتى 1944 وتولّى منصب سكرتير حزب الوفد في منتصف الأربعيينات وصاحب اقتراح وإصدار «قانون استقلال القضاء» وانتخب عضوا بالبرلمان عام 1923 كما اختير عضوا بمجلس الشيوخ، وعندما يدون تاريخ العظماء في القرن العشرين أسماء رجال السياسة المحترمين فإن هذا الرجل سيكون من أوائل السياسيين الذين تفخر بهم مصر على مدار القرن الماضي.

### وزيرًا
عندما شكل النحاس باشا وزارته الرابعة اختار أبو علم وزيرًا للحقانية (العدل) (1 أغسطس-30 ديسمبر 1937). وفي وزارة النحاس الخامسة (4 فبراير-26 مايو 1942) اختار أبو علم وزيرًا للعدل أيضًا، وعندما شكل وزارته السادسة (26 مايو 1942-8 أكتوبر 1944)، ظل صبري أبو علم وزيرًا للعدل، وكانت وزارة النحاس هذه أطول وزاراته عمرًا وأشدها خصومة مع القصر. وقد أعد أبو علم خلال توليه الوزارة مشروع قانون استقلال القضاء، الذي أصدرته حكومة الوفد في 10 يولية 1943. ومنحت حكومة الوفد رجال القضاء قطعة أرض مساحتها حوالي ألفي متر مربع وعشرة آلاف جنيه لنادي القضاة.

## أعلام
يسمى حاليا شارع في القاهرة على اسمه في ميدان طلعت حرب.

## وفاته
توفي في 13 أبريل 1947.